# Niccolò Niccoli
Niccolò Niccoli (ur. 1364, zm. 1437) – bibliofil, humanista włoski na dworze Medyceuszów, we Florencji. Jego obsesją było odkrywanie tekstów antycznych i propagowanie idei w nich zawartych. Razem z Kosmą zaplanowali wspólną wycieczkę do Ziemi Świętej w poszukiwaniu zaginionych starogreckich manuskryptów. Niccoli miał wpływ na ukształtowanie się Uniwersytetu Florenckiego, założonego w 1321 roku, a w 1397 roku Niccoli i Palla Strozzi utworzyli katedrę antycznej greki, umożliwiając studia niedawno odkrytych rękopisów Platona. „Wpływ Niccoliego we Florencji był tak ogromny, że podczas pierwszych trzech dekad XV wieku przewodniczył intelektualnemu życiu miasta niemal jako jego nieoficjalny minister kultury. Poza utrzymywaniem eleganckiego domu we Florencji, płacił również agentom za szukanie po całej Europie antycznych manuskryptów…”. Najbardziej oryginalnym i trwałym śladem pozostawionym przez Niccoliego, jest wyraźne i charakterystyczne pochyłe pismo, którym kopiował manuskrypty, a które stało się znane jako italika. W testamencie zapisał swój księgozbiór miastu Florencja.